# Wallon (évêque d'Autun)
Pour les articles homonymes, voir Wallon (homonymie).
Wallon (Walo, Uvalo, Gualo) est un religieux, évêque d'Autun d'environ 894 à 919.
Il est frère de Manassès Ier l'Ancien.

## Biographie
Son installation sur le siège d'Autun se situe vers 894, car à la fin de l'année son frère Manassès avait attaqué Teutbald, évêque de Langres, qui s'était opposé à l'installation de Walo à Autun, et l'avait aveuglé.
Le cartulaire de l’Église d’Autun montre que le 30 juin 900, Charles le Simple le confirme dans la possession du castrum où se trouve la Basilique de Saint-Nazaire et lui restitue le droit de battre monnaie que les comtes avaient usurpé.
Comme les autres évêques en cette période, il fut aussi abbé de Saint-Pierre de Flavigny.
D’après la Vita de Saint-Vivant, Manassès l'Ancien a fondé l'abbaye Saint-Vivant de Vergy avec l'aide et le conseil de sa femme Ermengarde et de son frère Wallon.
Son neveu, Hervé, lui succède à Autun au plus tard en 920.